# Dave Hill (friidrottare)
Dave Hill, född 26 december 1952, är en friidrottare från Kanada. Han deltog vid olympiska sommarspelen 1976.